# Ludwigia adscendens
Ludwigia adscendens là một loài thực vật có hoa trong họ Anh thảo chiều. Loài này được (L.) H. Hara mô tả khoa học đầu tiên năm 1953.